# Schizaea montis-petrae
Schizaea montis-petrae är en ormbunkeart som beskrevs av Alexander Curt Brade. Schizaea montis-petrae ingår i släktet Schizaea och familjen Schizaeaceae. Inga underarter finns listade.